# Hydrocleys mattogrossensis
Hydrocleys mattogrossensis là một loài thực vật có hoa trong họ Alismataceae. Loài này được (Kuntze) Holm-Niels. & R.R.Haynes mô tả khoa học đầu tiên năm 1985.